# Ideoblothrus colombiae
Ideoblothrus colombiae es una especie de arácnido del orden Pseudoscorpionida de la familia Syarinidae.

## Distribución geográfica
Se encuentra en Colombia.